# Joseph Bidez
Joseph Marie Auguste Bidez (Frameries, 9 de abril de 1867 - Oostakker, 20 de septiembre de 1945) fue un filólogo clásico e historiador belga. 
Estudió filosofía en la Universidad de Lieja, donde se graduó en 1888, se doctoró en 1891 y, finalmente, en 1894, se licenció en filología clásica, que enseñó desde el año siguiente en la Universidad de Gante.
Académico de la historia de las religiones en la Antigüedad tardía, estaba particularmente preocupado de la historia eclesiástica, de Filostorgio, de Sozomeno y de Evagrio, de quienes publicó ediciones críticas. 
En 1894, publicó una biografía de Empédocles, y en 1913, otra de Porfirio.
Interesado en Juliano el Apóstata, editó sus obras (tarea completada en 1964 por Gabriel Rochefort y Christian Lacombrade). En 1930 publicó La vida del emperador Juliano, una monografía detallada y muy exhaustiva, que se convirtió en el estudio de referencia para conocer la vida de Juliano, además de estar notablemente escrito. 
En el último período de su vida se dedicó al estudio de la magia y la alquimia de la Antigua Grecia y del Antiguo Oriente, publicando en 1928 un catálogo de manuscritos alquímicos griegos y, en 1938, con Franz Cumont, el libro Les Mages hellénisés. Zoroastre, Ostanes et Hystasp.
Su último trabajo fue Eos ou Platon et l'Orient, de 1945.